# Otto Kuntze

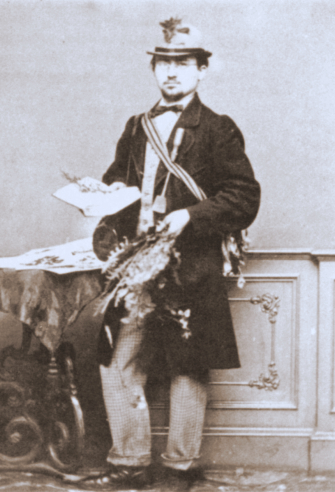

Otto Kuntze (ur. 23 czerwca 1843 w Lipsku, zm. 27 stycznia 1907 w San Remo) – niemiecki botanik i mykolog.

## Życiorys
Urodził się w Lipsku i tutaj uzyskał wykształcenie podstawowe i średnie. Potem przeniósł się do Berlina i w latach 1863–1866 pracował jako kupiec. W związku ze swoją pracą podróżował po Europie Środkowej i Włoszech. Wolny czas spędzał na zbieraniu roślin w okolicach Berlina. Podczas wycieczek najczęściej towarzyszyli mu botanicy Alexander Braun i Paul Ascherson. W 1868 r. ponownie zamieszkał w Lipsku. Założył fabrykę do produkcji olejków eterycznych i esencji, która przynosiła taki dochód, że po zaledwie pięciu latach był w stanie przejść na emeryturę. Teraz całkowicie poświęcił się botanice i podróżował po całym świecie. Odwiedził Karaiby, Amerykę Południową, 14 stanów USA, Japonię, Chiny, Azję Południowo-Wschodnią i Indie. Postanowił też uzupełnić swoja wiedzę teoretyczną. Studiował na Uniwersytecie w Berlinie, Uniwersytecie w Lipsku i Uniwersytecie Albrechta i Ludwika we Fryburgu. W 1878 r. uzyskał doktorat.
Po 1905 r. jego zdrowie pogorszyło się, aż w końcu zmarł w San Remo w wieku 64 lat.

## Praca naukowa
W młodości interesował się botaniką i zebrał wiele roślin na terenie Lipska. W 1867 roku rośliny te opisał w pracy Taschen-Flora von Leipzig. W tym samym roku opublikował też pracę o jeżynach niemieckich (Rubus). Jego rozprawa doktorska została opublikowana jako Monografia rodzaju Cinchona L. W następnym roku napisał teorię na temat systematyki botanicznej, która jednak została krytycznie oceniona przez jego kolegów.
W latach 1884–1890 sortował i opisywał rośliny, które zebrał do tej pory zarówno w Berlinie, jak i w Kew Gardens pod Londynem. W 1866 r. odwiedził rosyjski Bliski Wschód, a od 1887 do 1888 r. przebywał na Wyspach Kanaryjskich. Na podstawie całej swojej wiedzy w 1891 roku opublikował dwutomową pracę zatytułowaną Revisio generum plantarum. W tej pracy zrestrukturyzował prawie całą botanikę, co wywołało sprzeciw botaników. Niezrażony tym opublikował trzeci tom tej pracy z opisem nowo zebranych roślin z Ameryki Południowej. Większość jego systemu klasyfikacji roślin została jednak przez botaników ostro skrytykowana i odrzucona.
W 1894 roku odbył podróż do Południowej Afryki i kolonii niemieckich, od zimy 1895 roku mieszkał w San Remo we Włoszech. W 1904 roku po raz drugi i ostatni podróżował po świecie, odwiedzając Australię, Nową Zelandię, Cejlon, Samoa, Hawaje i USA. W 1905 roku wziął udział w II Międzynarodowym Kongresie Botanicznym w Wiedniu, na którym zakwestionował autorytet kongresu w odniesieniu do ustanowienia zasad nomenklatury. W rezultacie odmówiono przyrodnikowi kompetencji.
Podczas podróży po świecie zebrał około 7700 roślin, a także kolekcję etnologiczną, która została przekazana Muzeum Etnologicznemu w Lipsku. Swoje spostrzeżenia i badania przeprowadzone podczas tej podróży w 1881 r. opisał w książce Wokół Ziemi.
W naukowych nazwach opisanych przez niego taksonów dodawane jest jego nazwisko Kuntze.